# Den gaadefulde Dobbeltgænger
Den gaadefulde Dobbeltgænger er en dansk stumfilm fra 1914 med ukendt instruktør.

## Handling
Denne artikel mangler et handlingsreferat. Hjælp os med at skrive det.

## Medvirkende
- Alfred Møller - Ceder, sagfører
- Victor Neumann - Gertner, kasserer hos Ceder
- Anni Lehné - Helene, Gertners datter
- Peter Malberg - Berger, indbrudstyv og Frank, direktør